# Dicliptera podocephala
Dicliptera podocephala är en akantusväxtart som beskrevs av Donn. Smith. Dicliptera podocephala ingår i släktet Dicliptera och familjen akantusväxter. Inga underarter finns listade i Catalogue of Life.